# 一ノ濱善之助
一ノ濵 善之助（いちのはま ぜんのすけ、1897年4月20日 - 1962年9月9日）は、北海道亀田郡七飯町出身で井筒部屋に所属した力士。本名は大塚 善作（旧姓佐々木、高橋）。175cm、83kg。最高位は西前頭4枚目。引退後は7代九重を一時期襲名し、後進の指導につとめた。

## 来歴
1916年1月初土俵、1922年5月十両昇進。1924年5月入幕した。オートバイの運転が得意だった。1928年10月を以て引退、九重を襲名する。1930年10月株の持ち主である同じ部屋の大関豊国が引退したために、廃業した。

## 成績
- 幕内13場所47勝68敗23休5分預
- 通算30場所103勝96敗23休10分預
- 十両優勝1回（1923年5月）

### 場所別成績
| 1916年 （大正5年） | （前相撲）           | x                | 西序ノ口32枚目 5–0      | x                        |
| 1917年 （大正6年） | 東序二段60枚目 4–1   | x                | 西序二段21枚目 4–1      | x                        |
| 1918年 （大正7年） | 西三段目38枚目 5–0   | x                | 東幕下38枚目 4–1        | x                        |
| 1919年 （大正8年） | 東幕下11枚目 2–2 1分 | x                | 西幕下12枚目 1–3 1預    | x                        |
| 1920年 （大正9年） | 西幕下20枚目 3–2     | x                | 西幕下9枚目 2–3         | x                        |
| 1921年 （大正10年） | 西幕下18枚目 3–2     | x                | 東幕下13枚目 2–2 1預    | x                        |
| 1922年 （大正11年） | 東幕下6枚目 3–2      | x                | 西十両13枚目 1–3 1預    | x                        |
| 1923年 （大正12年） | 東幕下9枚目 7–2 1預  | x                | 西十両9枚目 優勝 6–0    | x                        |
| 1924年 （大正13年） | 東十両筆頭 4–4       | x                | 西前頭16枚目 6–4 1分    | x                        |
| 1925年 （大正14年） | 西前頭13枚目 2–7 2分 | x                | 東前頭14枚目 6–3 1分1預 | x                        |
| 1926年 （大正15年） | 東前頭7枚目 4–7      | x                | 西前頭6枚目 5–6         | x                        |
| 1927年 （昭和2年） | 東前頭11枚目 6–5     | 東前頭11枚目 8–3 | 東前頭7枚目 3–8         | 西前頭4枚目 1–2–8        |
| 1928年 （昭和3年） | 西前頭9枚目 3–8      | 東前頭8枚目 2–9  | 東前頭15枚目 1–6–4      | 東前頭15枚目 引退 0–0–11 |
| 各欄の数字は、「勝ち-負け-休場」を示す。 優勝 引退 休場 十両 幕下 三賞：敢=敢闘賞、殊=殊勲賞、技=技能賞 その他：★=金星 番付階級：幕内 - 十両 - 幕下 - 三段目 - 序二段 - 序ノ口 幕内序列：横綱 - 大関 - 関脇 - 小結 - 前頭（「#数字」は各位内の序列） |                      |                  |                         |                          |

## 改名
大江嶽→一ノ濵（1920年5月）